# Uvariodendron occidentalis
Uvariodendron occidentalis är en kirimojaväxtart som beskrevs av Le Thomas. Uvariodendron occidentalis ingår i släktet Uvariodendron och familjen kirimojaväxter. Inga underarter finns listade i Catalogue of Life.